# Rosaceae
Rozacee (Rosaceae) este o familie din ordinul Rosales, subclasa Rosidae, care cuprinde plante ierboase și lemnoase (arbori și arbuști).
- Rădăcina este rămuroasă.
- Tulpina este simplă sau ramificată.
- Frunzele sunt simple, compuse, alterne, de obicei prevăzute cu stipele.

- Florile sunt hermafrodite, actinomorfe, pentamere (de tipul 5). Uneori caliciul este alcătuit dintr-un calicul (caliciu extern). Androceul este alcătuit din 10-20 stamine. Numărul de carpele variază de la un număr mare până la una, asfel că receptaculul floral suferă modificări. El poate fi plan, bombat, concav, iar periantul și androceul sunt prinse pe marginea lui. Poziția ovarului poate fi inferioară, seminifer, sau superioară.
- Fructul poate fi: achenă, poliachenă, drupă, polidrupă, poamă.

- Familia Rosaceae însumează aproximativ 3200 de specii. După forma receptaculului, a gineceului și a fructului, se subîmparte în 4 subfamilii:
  - Spiraeoideae
  - Rosoideae
  - Maloideae, (Pomoideae)
  - Prunoideae

## Specii din România
Flora României conține 37 de genuri, cu circa 248 de specii spontane și cultivate grupate în patru subfamilii.
- Agrimonia eupatoria = Turiță mare
- Agrimonia pilosa
- Agrimonia procera
- Agrimonia repens
- Alchemilla baltica = Crețișoară
- Alchemilla colorata = Crețișoară
- Alchemilla connivens = Crețișoară
- Alchemilla crinita = Crețișoară
- Alchemilla flabellata = Crețișoară
- Alchemilla glabra = Crețișoară
- Alchemilla glaucescens = Crețișoară
- Alchemilla gorcensis = Crețișoară
- Alchemilla gracillima = Crețișoară
- Alchemilla incisa = Crețișoară
- Alchemilla intermedia = Crețișoară
- Alchemilla micans = Crețișoară
- Alchemilla mollis = Crețișoară
- Alchemilla monticola = Crețișoară
- Alchemilla plicata = Crețișoară
- Alchemilla reniformis = Crețișoară
- Alchemilla serbica = Crețișoară
- Alchemilla straminea = Crețișoară
- Alchemilla subcrenata = Crețișoară
- Alchemilla vulgaris = Crețișoară
- Alchemilla xanthochlora = Crețișoară
- Amelanchier ovalis = Merișor de stâncă
- Amygdalus communis = Migdal
- Amygdalus nana = Migdal pitic
- Amygdalus triloba
- Aphanes arvensis = Crețișoare
- Aphanes australis
- Aremonia agrimonoides
- Armeniaca vulgaris = Cais
- Aronia arbutifolia
- Aronia melanocarpa
- Aronia mitschurinii
- Aronia prunifolia
- Aruncus dioicus = Barba popii
- Cerasus avium = Cireș
- Cerasus fruticosa = Vișinel, Cireș de Bărăgan
- Cerasus mahaleb = Vișin turcesc
- Cerasus serrulata = Cireș japonez
- Cerasus vulgaris = Vișin
- Chaenomeles japonica = Gutui japonez
- Chaenomeles speciosa = Gutui japonez
- Comarum palustre = Șapte degete
- Cotoneaster buxifolius = Bârcoace
- Cotoneaster horizontalis = Bârcoace
- Cotoneaster integerrimus = Bârcoace
- Cotoneaster niger = Bârcoace
- Cotoneaster simonsii = Bârcoace
- Cotoneaster tomentosus = Bârcoace
- Crataegus laevigata = Păducel, Gherghinar
- Crataegus monogyna = Păducel, Gherghinar
- Crataegus pentagyna = Păducel, Gherghinar
- Crataegus rhipidophylla = Păducel, Gherghinar
- Cydonia oblonga = Gutui
- Dryas octopetala = Argințică
- Filipendula ulmaria = Crețușcă
- Filipendula vulgaris = Aglică
- Fragaria moschata = Căpșuni de câmp
- Fragaria vesca = Fragi de pădure
- Fragaria viridis = Fragi de câmp
- Fragaria × ananassa = Căpșuni
- Geum aleppicum
- Geum coccineum
- Geum montanum = Mărțișor
- Geum reptans = Plăcințele
- Geum rivale = Călțunul doamnei
- Geum urbanum = Cerențel
- Kerria japonica
- Laurocerasus officinalis = Laurocireș
- Malus baccata = Măr auriu, Măr siberian
- Malus coronaria = Măr
- Malus dasyphylla = Măr păros
- Malus domestica = Măr
- Malus floribunda = Măr
- Malus niedzwetzkyana = Măr roșu
- Malus praecox = Măr dusen
- Malus prunifolia = Măr
- Malus pumila = Măr paradis
- Malus sylvestris = Măr pădureț
- Mespilus germanica = Moșmon
- Padus avium = Mălin
- Padus serotina = Mălin american
- Padus virginiana = Mălin de Virginia
- Persica vulgaris = Piersic
- Physocarpus opulifolius = Tavalgă
- Potentilla alba
- Potentilla anglica = Rumeneală
- Potentilla anserina = Coada racului
- Potentilla argentea = Scrântitoare
- Potentilla astracanica
- Potentilla aurea = Sclipeți
- Potentilla bifurca
- Potentilla chrysantha = Gălbenușe
- Potentilla crantzii
- Potentilla emilii-popii
- Potentilla erecta = Sclipeți
- Potentilla fruticosa
- Potentilla haynaldiana
- Potentilla heptaphylla = Închegățică
- Potentilla impolita
- Potentilla incana = Buruiana junghiului
- Potentilla inclinata
- Potentilla leucopolitana
- Potentilla micrantha = Frăgurel
- Potentilla norvegica
- Potentilla patula
- Potentilla pedata
- Potentilla pusilla
- Potentilla recta = Buruiană de cinci degete
- Potentilla reptans = Cinci degete
- Potentilla rupestris
- Potentilla supina
- Potentilla tabernaemontani
- Potentilla taurica
- Potentilla ternata = Scânteiuță de munte
- Potentilla thuringiaca
- Potentilla thyrsiflora
- Prunus cerasifera = Corcoduș
- Prunus domestica = Prun, Perj
- Prunus insititia = Goldan, Scolduș
- Prunus spinosa = Porumbar
- Prunus × italica
- Prunus × syriaca
- Pyrus communis = Păr
- Pyrus elaeagrifolia = Păr
- Pyrus nivalis = Păr nins
- Pyrus pyraster = Păr pădureț
- Rhodotypos scandens
- Rosa agrestis = Măceș, Trandafir
- Rosa alba = Măceș, Trandafir
- Rosa arvensis = Măceș, Trandafir
- Rosa banksiae = Măceș, Trandafir
- Rosa caesia = Măceș, Trandafir
- Rosa canina = Măceș, Trandafir
- Rosa caryophyllacea = Măceș, Trandafir
- Rosa centifolia = Trandafir de dulceață
- Rosa chinensis = Măceș, Trandafir
- Rosa corymbifera = Măceș, Trandafir
- Rosa damascena = Trandafir de Damasc
- Rosa dumalis = Măceș, Trandafir
- Rosa elliptica = Măceș, Trandafir
- Rosa foetida = Măceș, Trandafir
- Rosa gallica = Răsură, Trandafir de câmp
- Rosa glauca = Măceș, Trandafir
- Rosa jundzillii = Măceș, Trandafir
- Rosa micrantha = Măceș, Trandafir
- Rosa multiflora = Grătărași, Trandafiri urcători
- Rosa odorata = Măceș, Trandafir
- Rosa pendulina = Măceș de munte
- Rosa pseudoscabriuscula = Măceș, Trandafir
- Rosa rubiginosa = Trandafir ruginiu
- Rosa spinosissima = Măceș, Trandafir
- Rosa stylosa = Măceș, Trandafir
- Rosa subcanina = Măceș, Trandafir
- Rosa subcollina = Măceș, Trandafir
- Rosa tomentella = Măceș, Trandafir
- Rosa tomentosa = Măceș, Trandafir
- Rosa turcica = Măceș, Trandafir
- Rosa villosa = Măceș, Trandafir
- Rosa wichuraiana = Măceș, Trandafir
- Rubus adscitus
- Rubus apiculatus
- Rubus arduennensis
- Rubus argenteus
- Rubus bifrons
- Rubus bracteosus
- Rubus caesius = Mur de miriște
- Rubus canescens
- Rubus chloroclados
- Rubus colemannii
- Rubus constrictus
- Rubus divaricatus
- Rubus fuscus
- Rubus grabowskii
- Rubus gremlii
- Rubus hebecaulis
- Rubus hirtus
- Rubus histrix
- Rubus idaeus = Zmeur
- Rubus koehleri
- Rubus laciniatus
- Rubus longebracteatus
- Rubus loretianus
- Rubus macrophyllus
- Rubus macrostachys
- Rubus melanoxylon
- Rubus moestus
- Rubus montanus
- Rubus muelleri
- Rubus myricae
- Rubus nessensis
- Rubus odoratus
- Rubus opiparus
- Rubus pedemontanus
- Rubus phoenicolasius
- Rubus pilifer
- Rubus plicatus
- Rubus praecox
- Rubus questieri
- Rubus radula
- Rubus rombifolius
- Rubus saxatilis
- Rubus scaber
- Rubus schleicheri
- Rubus serpens
- Rubus silvaticus
- Rubus splendidiflorus
- Rubus sulcatus
- Rubus tereticaulis
- Rubus thyrsiflorus
- Rubus vallisparsus
- Rubus vestitus
- Rubus vigorosus
- Rubus vulgaris
- Sanguisorba minor = Cebărea
- Sanguisorba officinalis = Sorbestrea
- Sorbaria sorbifolia
- Sorbus aria
- Sorbus aucuparia = Scoruș de munte
- Sorbus austriaca
- Sorbus borbasii
- Sorbus chamaemespilus
- Sorbus dacica
- Sorbus domestica = Scoruș
- Sorbus graeca
- Sorbus torminalis = Sorb
- Sorbus umbellata
- Spiraea alba = Taulă
- Spiraea cantoniensis = Taulă
- Spiraea chamaedrifolia = Cununiță
- Spiraea crenata = Tavalgă
- Spiraea douglasii = Taulă
- Spiraea hypericifolia = Taulă
- Spiraea japonica = Taulă
- Spiraea media = Taulă
- Spiraea prunifolia = Taulă
- Spiraea salicifolia = Taulă
- Spiraea thunbergii = Taulă
- Spiraea tomentosa = Taulă
- Spiraea × arguta = Taulă
- Spiraea × billiardii = Taulă
- Spiraea × bumalda = Taulă
- Spiraea × vanhouttei = Taulă
- Waldsteinia geoides
- Waldsteinia ternata

## Genuri
- Acaena
- Adenostoma
- Alchemilla
- Amelanchier
- Aronia
- Armeniaca
- Aruncus
- Cerasus
- Chaenomeles
- Chamaebatia
- Cotoneaster
- Crataegus
- Cydonia
- Dryas
- Eriobotrya
- Exochorda
- Filipendula
- Fragaria
- Geum
- Holodiscus
- Kerria
- Malus
- Neillia
- Osmaronia
- Osteomeles
- Photinia
- Physocarpus
- Potentilla
- Prunus
- Pyracantha
- Pyrus
- Raphiolepis
- Rhodotypos
- Rosa
- Rubus
- Sanguisorba
- Sibiraea
- Sorbaria
- Sorbus
- Spiraea
- Stephanandra
- Waldsteinia

## Legături externe
Materiale media legate de Rosaceae la Wikimedia Commons